# Sandokan contro il leopardo di Sarawak
Sandokan contro il leopardo di Sarawak è un film del 1964, diretto da Luigi Capuano.